# Qiaocheng
Qiaocheng är ett stadsdistrikt och säte för stadsfullmäktige i staden Bozhou i provinsen Anhui i östra Kina.
Distriktet är indelat i tre stadsdelsdistrikt, 20 köpingar, två socknar och en administrativ enhet på sockennivå.
Stadsdelsdistrikt (jiedao):

- Huaxilou (花戏楼街道)
- Tangling (汤陵街道)
- Xuege (薛阁街道)

Köpingar (zhen):

- Chengfu (城父镇)
- Dayang (大杨镇)
- Feihe (淝河镇)
- Guantang (观堂镇)
- Gucheng (古城镇)
- Gujing (古井镇)
- Huatuo (华佗镇)
- Lide (立德镇)
- Longyang (龙扬镇)
- Lumiao (芦庙镇)
- Niuji (牛集镇)
- Qiaodong (谯东镇)
- Shatu (沙土镇)
- Shibali (十八里镇)
- Shihe (十河镇)
- Shijiuli (十九里镇)
- Shuanggou (双沟镇)
- Weigang (魏岗镇)
- Wuma (五马镇)
- Yanji (颜集镇)

Socknar (xiang):

- Zhangdian (张店乡)
- Zhaoqiao (赵桥乡)

Områden på sockennivå:

- Bozhou Shi Jingji Kaifaqu (ekonomisk utvecklingszon)
(亳州市经济开发区)